# CloneDVD
CloneDVD — программа копирования DVD под Windows.
Возможно копирование один к одному, удаление рекламы и меню, лишних аудиодорожек и субтитров.
Возможно копирование защищённых дисков.
Возможна запись фильма на жёсткий диск компьютера.